# هایدی گاردنر
هایدی گاردنر (انگلیسی: Heidi Gardner؛ زادهٔ ۲۷ ژوئیهٔ ۱۹۸۳) نویسنده، صداپیشه، کمدین و بازیگر اهل ایالات متحده آمریکا است. وی از سال ۲۰۱۱ میلادی تاکنون مشغول فعالیت بوده‌است.
از فیلم‌ها یا برنامه‌های تلویزیونی که وی در آن نقش داشته‌است، می‌توان به پایه مهمانی، بچه‌دارشدن، غیرتی بودن، زرنگ‌بازی، گربه چکمه‌پوش: آخرین آرزو، پخش زنده شنبه شب، دوتای دیگر، معاون رئیس‌جمهور، بابای آمریکایی!، سوپر مارکت، کیمی اشمیت شکست‌ناپذیر، یانکی‌های کرنک، گرلزفایواوا و روان‌درمانی اشاره کرد.